# Aloïse-Prosper Biernacki
Alojzy Prosper Biernacki, né le 21 juin 1778 à Siąszyce et mort le 8 septembre 1854 à Paris, est un économiste, agronome et homme politique polonais, participant actif à l'insurrection de 1830-1831, notamment comme ministre dans le Gouvernement national à partir du 29 janvier 1831.

## Biographie

### Origines familiales et formation
Fils de Kazimierz Biernacki (1740-après 1804), noble (blason Poraj), officier dans l'armée de la république des Deux Nations, il a un frère, Gabriel Józef Alojzy (1774-1834), officier (notamment dans les Légions polonaises ; général pendant l'insurrection de 1830-1831) et homme politique. 
Après des études secondaires à Wroclaw, il commence en 1796 des études de droit à l'université Vladrina de Francfort-sur-l'Oder, à l'époque où, après le troisième partage de la Pologne (1795), la région où vit sa famille a été annexée par le royaume de Prusse. Puis il change de voie et choisit un département où sont enseignés l'économie et l'agronomie. 
Il voyage ensuite en Europe (Grande-Bretagne, France, Allemagne) pour approfondir ses connaissances et rentre en Pologne en 1801 pour s'occuper du domaine familial situé près de Kalisz.

### Activités agronomiques de 1801 à 1815
À son retour, il veut répandre en Pologne les idées nouvelles dans le domaine de l'agriculture et va faire de son domaine un exemple. Il libère les paysans du servage, les charges étant converties en loyers. Il instaure la rotation des cultures, utilise des machines achetées en Angleterre, améliore les bâtiments, etc. 
En 1810, il participe à la fondation de la Société agronomique (Towarzystwo Gospodarczo-Rolnicze) et se fait connaitre dans le pays et à l'étranger par des publications ou des conférences.
À l'époque du duché de Varsovie (1807-1815), il est employé dans l'intendance des domaines de la Couronne? , 
Il demande au gouvernement du duché de créer un institut agronomique, mais sa requête n'aboutit pas. Il crée néanmoins à ses frais sur un de ses domaines une école, où sont enseignées l'agronomie, l'horticulture, l'histoire naturelle et les mathématiques.
Il est aussi membre de la Société des Amis des sciences, fondée à Varsovie en 1800.

### 1815-1830: le royaume de Pologne d'avant l'insurrection
En 1815, le congrès de Vienne fait du duché de Varsovie le royaume de Pologne, dévolu au tsar de Russie, Alexandre Ier. Biernacki poursuit ses activités agronomiques, mais va commencer à s'impliquer dans la vie politique.
En 1820, il est élu membre du conseil général du palatinat (ou voïvodie) de Kalisz. Il fait partie d'un groupe d'hommes politiques libéraux et patriotes, appelé « groupe de Kalisz », incluant notamment les frères Niemojowski, Bonaventure et Vincent, qui sont aussi intéressés par l'agronomie et l'économie rurale.
Il s'oppose à la fermeture des écoles primaires désirée par les autorités du tsar[réf. nécessaire]. 
Il est élu en 1829 député à la Diète du royaume pour le district de Wielun. Lors de la session de juin 1830, il s'oppose à un projet de statue en l'honneur d'Alexandre Ier et attaque la politique du ministre des Finances Drucki-Lubecki.

### La période de l'insurrection (29 novembre 1830-26 septembre 1831)
Peu après le début de l'insurrection, il est appelé à Varsovie par le général Chlopicki, élu « dictateur » le 18 décembre 1830, à présider la cour des Comptes.
Lorsque la Diète est de nouveau réunie en décembre 1830, il contribue à la rédaction du manifeste (Manifest Sejmowy) daté du 20 décembre 1830 et publié le 5 janvier 1831 à Varsovie, dans lequel sont présentés les griefs polonais contre la tutelle russe. Il fait aussi partie de la commission parlementaire des Finances.
Après la démission de Chlopicki (18 janvier) et la déposition de Nicolas Ier comme roi de Pologne (25 janvier), il est nommé ministre des finances du gouvernement national instauré le 29 janvier sous la présidence de Adam Czartoryski (jusqu'au 17 août). 
Biernacki est à l'origine d'un projet de loi visant à remplacer le système du servage par un système de location de la terre (la transition prévue étant de 10 ans).
Visé par la haine d'une opposition hostile à une Pologne renaissante[réf. nécessaire], il démissionne le 6 juin. En juillet, il est de nouveau élu député par le district de Sieradz.
Lors de la crise d'août 1831, il vote contre la réforme du gouvernement[réf. nécessaire] ; après la démission de Czartoryski (17 août 1831), il vote contre l'élection du général Krukowiecki à la présidence du gouvernement. 
Après l'assaut de l'armée russe contre Varsovie (6 et 7 septembre), il accompagne les troupes commandées par le général Rybinski, qui évacuent la ville dans la nuit du 7 au 8 septembre vers le nord (Plock, Modlin). Il vote contre la capitulation acceptée le 8 septembre par Krukowiecki, resté à Varsovie. Mais les jours de l'insurrection sont désormais comptés.

### L'exil (1832-1854)
Après avoir résidé à Plock, le gouvernement, présidé par Bonaventure Niemojowski, se réfugie en Prusse (26 septembre), suivis un peu plus tard par les troupes de Rybinski ; les Polonais sont d'abord internés dans des camps, puis libérés au début de 1832. 
Comme des milliers de ses compatriotes, Biernacki gagne la France et s'installe à Paris. Jugé en 1834 pour sa participation à l'insurrection, il est condamné à mort par contumace, comme beaucoup des exilés de premier plan.
À Paris, il fait partie de la Diète polonaise en exil. Il participe aussi au projet éducatif qui va aboutir à la création en 1842 de l'École polonaise des Batignolles.
Après sa mort, il est inhumé au cimetière de Montmartre.

## Publications
- O zamianie zacia̡gow na daniny zbożowe lub pienięźne, Wrocław, Wilhelm Bogumil Korn, 1808 (disponible à la BnF[8] : FRBNF30104259] [disponible en ligne sur le site Polona
- De la nécessité d'échanger la corvée contre des redevances en blé ou en argent[9]